# Alin Pânzaru
Alin Cristinel Pînzaru (n. 18 ianuarie 1976, Iași) este un fotbalist român retras din activitate, care a jucat în trecut, printre altele, pentru Oțelul Galați, FC Vaslui și CF Brăila. În prezent este antrenorul echipei Oțelul Galați. A debutat în Liga 1 pe 4 decembrie 1993 în meciul Oțelul Galați - Inter Sibiu 1-1